# Twoj pierwyj disk – moja kassieta
Twoj pierwyj disk — moja kassieta (pol. Twoja pierwsza płyta to moja kaseta; rus. Твой первый диск — моя кассета) – debiutancki album studyjny białoruskiego piosenkarza Timy Belorusskih, wydany 30 stycznia 2019 roku nakładem Kaufman Label w Białorusi, Rhymes Music w Rosji oraz Believe SAS w Europie.
Album zawiera 7 utworów, których łączny czas trwania to 22 minuty i 32 sekundy.

## Geneza
Według artysty, prace nad albumem rozpoczęły się zaraz po sukcesie singli „Mokryje krossy” i „Nezabudka” jesienią 2018 roku, a zakończyły się na początku 2019 roku. Nowy materiał został nagrany specjalnie na album, więc wytwórnia zdecydowała się nie umieszczać wcześniej wydanych singli na album. Timofiej tłumaczył to chęcią przejścia na wyższy poziom; „tak, aby nie było skojarzenia z człowiekiem, który ma jeden strzał, a dwa trafienia”. Z tego też powodu piosenkarz i wytwórnia postanowili nie dodawać wielu utworów do albumu, a artysta podkreślił, że wciąż ma ogromną ilość materiału na kolejny.

## Teledysk
10 maja 2019 roku Tima wydał jedyny teledysk do albumowego utworu, „Vitaminka”. Drugie wydanie utworu, tym razem w formie z klipem doprowadziło do jego sukcesu komercyjnego, gdyż uzyskał ponad 100 milionów wyświetleń w serwisie YouTube, zajął 5. miejsce na liście notowań stacji radiowych w Rosji, a także 31. miejsce na rosyjskiej liście TopHit Radio & YouTube, z kolei na tej samej liście, jednak na Ukrainie utwór zajął 41. miejsce.
Z piosenką artysta wystąpił m.in. podczas większości swoich koncertów w klubach, VK Fest 5 oraz 2020 i koncertu SnowPati 5 organizowanego przez rosyjskiego nadawcę publicznego Pierwyj kanał.

## Lista utworów
| Nr | Tytuł utworu                | Słowa                         | Muzyka        | Długość |
| -- | --------------------------- | ----------------------------- | ------------- | ------- |
| 1. | „Ja bolsze ne napisu”       | Timofiej Andriejewicz Morozow | Jan Suponenko | 3:11    |
| 2. | „Vitaminka”                 | Andriejewicz Morozow          | Suponenko     | 2:56    |
| 3. | „Wozwraszjastja uze podzno” | Andriejewicz Morozow          | Suponenko     | 3:20    |
| 4. | „Tswetochnij sad”           | Andriejewicz Morozow          | Suponenko     | 3:02    |
| 5. | „Rufiery”                   | Andriejewicz Morozow          | Suponenko     | 3:11    |
| 6. | „Malczik Bubble-Gum”        | Andriejewicz Morozow          | Suponenko     | 3:01    |
| 7. | „Pesnia-SOS”                | Andriejewicz Morozow          | Suponenko     | 3:35    |
|    |                             |                               |               | 22:16   |

## Opinie
Album pochwalił Aleksiej Mozajew z rosyjskiej agencji informacyjnej InterMedia. Zaznaczył, że choć aranżacje utworów przypominają „disco lat 90.”, to sposób ich wykonania brzmi bardzo nowocześnie. Krytyk pochwalił również teksty, opisując je jako „wzruszające historie miłosne chłopca i dziewczynki”, w których nie ma wulgaryzmów. Pod koniec recenzji Mozajew nazwał wykonawcę „ważnym przykładem tego, co można zrobić bez śpiewania o swoich błędach”.
Zupełnie przeciwne zdanie o albumie wyraziła recenzja w serwisie Kanobu, gdzie album został opisany jako; „taki, który przynajmniej nie oferuje słuchaczowi niczego nowego, jedynie nie da się go słuchać”. Wadą płyty według twórcy opinii była nieoryginalność i słabe teksty, których temat został określony jako „coś o miłości”. Autor recenzji doszedł do wniosku, że „jeśli celem Timy i wytwórni było zarobienie na już zbudowanej popularności - to efekt jest udany, jednak jeśli chciano stworzyć ciekawy album, to nie”.

## Notowania i certyfikacje
W 2019 roku album dotarł do 1. miejsca na rosyjskiej liście notowań InterMedia, 17. miejsca na litewskiej liście notowań organizacji AGATA, a także uzyskał status platyny w Rosji.
| Lista (2019)            | Najwyższe pozycje |
| ----------------------- | ----------------- |
| Estonia (Eesti Tipp-40) | 18                |
| Litwa (Albumų Top 100)  | 14                |
| Łotwa (LAIPA)           | 2                 |
| Rosja (InterMedia)      | 1                 |

| Państwo | Dostawca   | Status          |
| ------- | ---------- | --------------- |
| Rosja   | InterMedia | Platynowa płyta |

## Historia wydania
| Obszar     | Data             | Format                      | Wytwórnia     | Przypis |
| ---------- | ---------------- | --------------------------- | ------------- | ------- |
| Cały świat | 31 stycznia 2019 | MP3                         | Rhymes Music  | [ 21 ]  |
| Europa     | 31 stycznia 2019 | digital download, streaming | Believe SAS   | [ 22 ]  |
| Cały świat | 31 stycznia 2019 | digital download, streaming | Kaufman Label | [ 23 ]  |
| Cały świat | 31 stycznia 2019 | digital download, streaming | Rhymes Music  | [ 24 ]  |
| Cały świat | 30 stycznia 2019 | digital download, streaming | Rhymes Music  | [ 25 ]  |
| Rosja      | 30 stycznia 2019 | digital download, streaming | Rhymes Music  | [ 26 ]  |